# مخروط دیراک

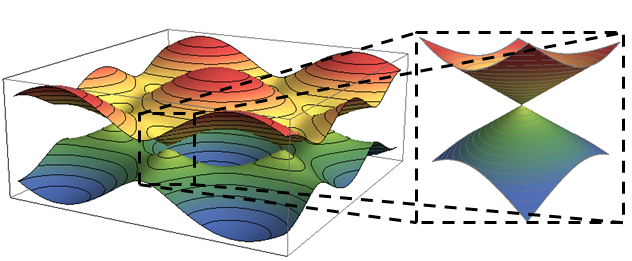
ساختار نواری الکترونیکی گرافین تک لایه، با یک قسمت بزرگنمایی شده که مخروط‌های دیراک را نشان می دهد. 6 عدد مخروط مربوط به 6 رئوس شش ضلعی ناحیه اول بریلوین وجود دارد.

مخروط‌های دیراک که به نام پل دیراک نامگذاری شده‌اند، ویژگی‌هایی هستند که در برخی نظریه نواری الکترونیکی رخ می‌دهند که ویژگی‌های غیرعادی انتقال الکترون موادی مانند گرافین و عایق‌های توپولوژیکی را توصیف می‌کنند.    در این مواد، در انرژی‌های نزدیک به سطح فرمی ، نوار ظرفیت و نوار رسانایی شکل نیمه‌های بالایی و پایینی یک سطح مخروطی شکل را به خود می‌گیرند و در نقاطی به نام نقاط دیراک به هم می‌رسند.
نمونه‌های معمول عبارتند از گرافین ، عایق‌های توپولوژیک ، لایه‌های نازک آنتیموان بیسموت و برخی دیگر از نانومواد جدید،   که در آنها انرژی و تکانه الکترونیکی یک رابطه پراکندگی خطی دارند به طوری که ساختار نوار الکترونیکی نزدیک به سطح فرمی شکل یک سطح مخروطی بالایی برای الکترون ها و یک سطح مخروطی پایینی برای  حفره‌ها می‌گیرد. دو سطح مخروطی شکل یکدیگر را لمس می کنند و یک نیمه هادی با نوار ممنوعه صفر را تشکیل می دهند.
نام مخروط دیراک از معادله دیراک گرفته شده است که می تواند ذرات نسبیتی را در مکانیک کوانتومی که توسط پل دیراک پیشنهاد شده است توصیف کند. مخروط های همسانگرد دیراک در گرافن برای اولین بار توسط پی آر والاس در سال 1947 پیش بینی شد  و به طور تجربی توسط برندگان جایزه نوبل  آندره گایم و کنستانتین نووسلف در سال 2005 مشاهده شد.

## شرح

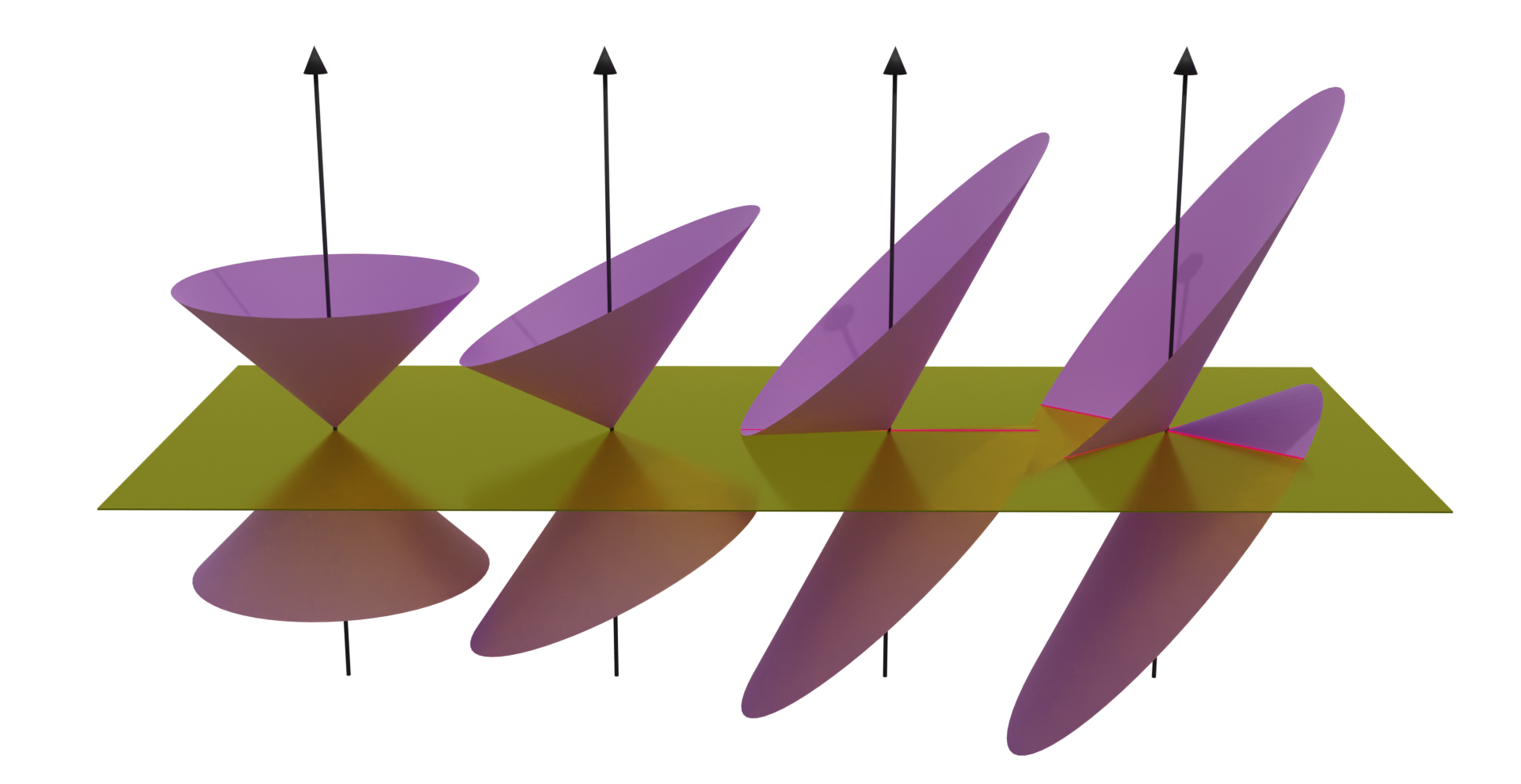
مخروط های دیراک کج شده در فضای تکانه. از چپ به راست، شیب افزایش می یابد، از عدم شیب در اولین مخروط به شیب بیش از حد در آخرین. سه مورد اول نیمه‌رسانا نوع اول و آخرین نیمه رسانا نوع دوم هستند.

در مکانیک کوانتومی ، مخروط‌های دیراک نوعی نقطه عبور هستند که الکترون‌ها از آن اجتناب می‌کنند ،  که در آن انرژی باندهای ظرفیت و رسانش در هیچ نقطه‌ای در فضای شبکه دو بعدی k برابر نیست، به جز در نقاط صفر بعدی دیراک. به عنوان یک نتیجه از مخروط ها، هدایت الکتریکی را می توان با حرکت حامل های بار که فرمیون های بدون جرم هستند، توصیف کرد، وضعیتی که از نظر تئوری با معادله نسبیتی دیراک کنترل می شود.  فرمیون‌های بدون جرم منجر به اثرات هال کوانتومی مختلف، اثرات مگنوالکتریک در مواد توپولوژیکی و تحرک‌پذیری بالای حامل‌های بار می‌شوند.   مخروط‌های دیراک در سال‌های ۲۰۰۸-۲۰۰۹، با استفاده از طیف‌سنجی انتشار نوری با تفکیک زاویه‌ای (ARPES) روی ترکیب میان‌لایشی پتاسیم-گرافیت KC 8  و بر روی چندین آلیاژ مبتنی بر بیسموت  مشاهده شدند.   
مخروط‌های دیراک به‌عنوان یک مفهوم سه‌بعدی، مشخصه‌ای از مواد دو بعدی یا حالت‌های سطحی هستند که بر اساس یک رابطه پراکندگی خطی بین انرژی و دو جزء تکانه کریستالی xk و yk است . با این حال، این مفهوم را می توان به سه بعد گسترش داد،که در آن نیمه فلزات دیراک با یک رابطه پراکندگی خطی بین انرژی و zk و ky ، و  xk تعریف می شوند. در فضای k ، این به عنوان یک ابر مخروط نشان داده می شود که دارای نوارهای تبهگنی دوگانه است که در نقاط دیراک به هم می رسند.
</ref>  
</ref> نیمه فلزات دیراک دارای برگشت پذیری زمانی و تقارن وارونگی فضایی با هم هستند. هنگامی که یکی از این ها شکسته می شود، نقاط دیراک به دو نقطه تشکیل دهنده ویل تقسیم می شود و ماده به یک نیمه فلز ویل تبدیل می شود.            در سال 2014، مشاهده مستقیم ساختار نوار نیمه فلزی دیراک با استفاده از ARPES بر روی نیمه فلزی دیراک کادمیوم آرسنید انجام شد.   

## سیستم های آنالوگ
نقاط دیراک در بسیاری از حوزه‌های فیزیکی مانند پلاسمون ، فونون ، یا نانوفتونیک (ریزحفره‌ها،  بلورهای فوتونی  ) تحقیق شده است.

## همچنین ببینید
- ماده دیراکی